# American-British-Dutch-Australian Command
Pour les articles homonymes, voir ABDA.

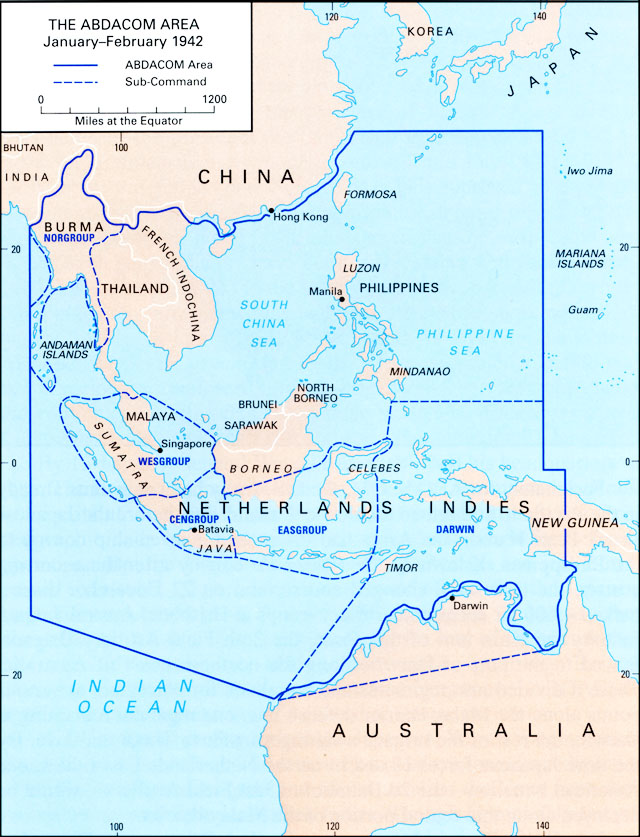
Carte du Commandement ABDA

L'American-British-Dutch-Australian Command (en abrégé ABDA Command ou ABDACOM) est un éphémère commandement suprême de toutes les forces alliées dans le Sud-Est asiatique, au début de 1942, sur le théâtre d'opérations du Pacifique de la Seconde Guerre mondiale. Créé lors de la conférence de Washington lors de la rencontre des généraux anglais et américains après Pearl Harbor, l'objectif principal de ce commandement, dirigé par le général britannique Sir Archibald Wavell, était de maintenir le contrôle sur la « barrière malaise » (Malay barrier, appelée aussi « barrière des Indes orientales », East Indies Barrier), une ligne virtuelle courant le long de la péninsule malaise, à travers Singapour et les îles les plus au sud des Indes néerlandaises, mais aussi de coordonner l'action des armées britannique, hollandaise, australienne et américaine. Il fut d'abord placé à Singapour puis, à cause de l'avance rapide japonaise, il fut transféré à Lembang dans l'île de Java, conformément à la demande des Hollandais. Il fut finalement supprimé par le général Wavell, pour éviter qu'il soit pris par les Japonais, le 25 février 1942. Il fut remplacé par un état-major situé à Agra, commandé par le général MacArthur.
L'ABDACOM fut aussi connu dans les milieux militaires britanniques sous le nom de South West Pacific Command, qui ne doit pas être confondu avec le South West Pacific Area command créé ultérieurement.
Bien que l'ABDACOM ne vécût que six semaines, et connût défaites sur défaites, il fournit quelques leçons utiles pour les commandements combinés alliés plus tard dans la guerre.

## Source
- (en) Cet article est partiellement ou en totalité issu de l’article de Wikipédia en anglais intitulé « American-British-Dutch-Australian Command » (voir la liste des auteurs).